# Leland, Michigan
Leland är en ort i Leelanau County i delstaten Michigan, USA.